# Héstia
Héstia (em grego:  Ἑστία, transl.: Hestía), na mitologia grega, era a deusa virgem grega do lar, lareira, arquitetura, vida doméstica, família, estado e fogo mistico.
Filha de Cronos e Reia, era uma das doze divindades olímpianas. A ordem de nascimento de seus irmãos, segundo Pseudo-Apolodoro, é: Hera (a mais velha), seguida de Deméter e Héstia, seguidas de Hades e Posídon; o próximo a nascer, Zeus, foi escondido por Reia em Creta, que deu uma pedra para Cronos comer. Higino enumera os filhos de Saturno e Ops como Vesta, Ceres, Juno, Júpiter, Plutão e Netuno, ele também relata uma versão alternativa da lenda, em que Saturno enterra Orco no Tártaro e Netuno em baixo do mar, em vez de comê-los.
Cortejada por Poseidon e Apolo, jurou virgindade perante Zeus, e dele recebeu a honra de ser venerada em todos os lares, ser incluída em todos os sacrifícios e permanecer em paz, em seu palácio cercada do respeito de deuses e mortais.
Embora não apareça com frequência nas histórias mitológicas, era admirada por todos os deuses. Era a personificação da moradia estável, onde as pessoas se reuniam para orar e oferecer sacrifícios aos deuses. Era adorada como protetora das cidades, das famílias e das colônias.

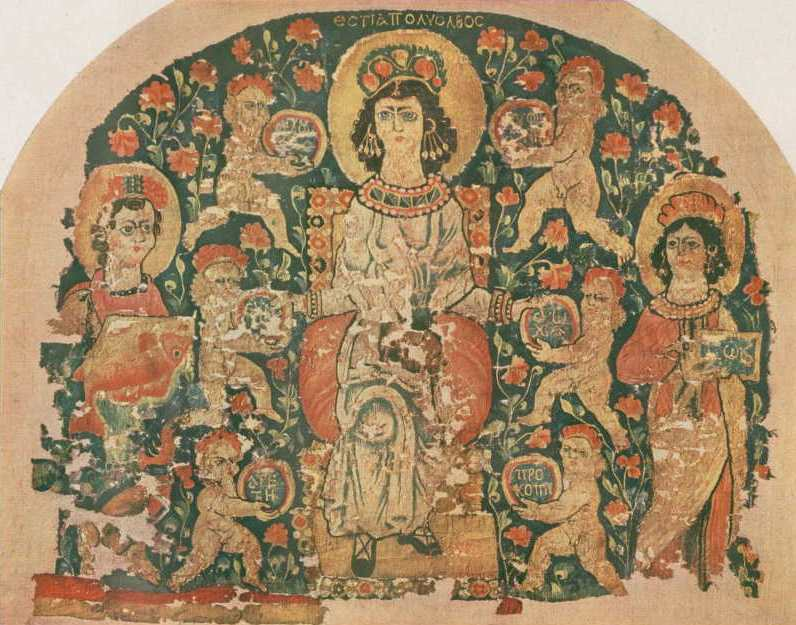
Héstia

Sua chama sagrada brilhava continuamente nos lares e templos. Todas as cidades possuíam o fogo de Héstia, colocado no palácio onde se reuniam as tribos. Esse fogo deveria ser conseguido direto do sol.
Quando os gregos fundavam cidades fora da Grécia, levavam parte  do fogo da lareira como símbolo da ligação com a terra materna e com ele, acendiam a lareira onde seria o núcleo político da nova cidade.
Sempre fixa e imutável, Héstia simbolizava a perenidade da civilização.
Em Delfos, era conservada a chama perpétua com a qual se acendia a héstia de outros altares.
Cada peregrino que chegava a uma cidade, primeiro fazia um sacrifício à Héstia.
Seu culto era muito simples: na família, era presidido pelo pai ou pela mãe; nas cidades, pelas maiores autoridades políticas.
Na Roma Antiga, era cultuada como Vesta (filha de Saturno e Cibele), e o fogo sagrado era o símbolo da perenidade do Império. Suas sacerdotisas eram chamadas vestais, faziam voto de castidade e deveriam servir à deusa durante trinta anos. Lá a deusa era cultuada por um sacerdote principal, além das vestais.
Era representada como uma mulher jovem, com uma larga túnica e um véu sobre a cabeça e sobre os ombros. Havia imagens nas suas principais cidades, mas sua figura severa e simples não ofereceu muito material para os artistas.